# Революционное национальное собрание Чехословакии
Революционное Национальное собрание Чехословакии (чеш. Revoluční národní shromáždění, словац. Revolučné národné zhromaždenie) — высший представительский и законодательный орган в период создания Чехословакии. 
Возник 14 ноября 1918 года на базе Национального комитета на основе положений Временной конституции. Первоначально включал 256 депутатов, но к марту 1919 года их число выросло до 269 (также предназначались дополнительные места для представителей Подкарпатской Руси и чехословацких легионов).
Первое заседание собрания избрало президентом республики Томаша Гаррига Масарика и утвердило правительство под председательством Карела Крамаржа. После коммунальных выборов 1919 года, которые принесли убедительную победу левым силам (среди чехов 32,5% за социал-демократов, 17,3% за социалистов, среди немцев 47,9% за Немецкую социал-демократическую рабочую партию в Чехословакии), собрание передало власть первому правительству Властимила Тусара.
В последующие месяцы этот законодательный орган принял ключевые законы, связанные с созданием независимого государства, а в конце срока его полномочий была принята и Конституция Чехословацкой Республики. Период работы Революционного национального собрания закончился после выборов в Национальное Собрание в 1920 году.
Первым председателем был журналист и социал-демократический политик Франтишек Томашек.
Первоначально собрание заседало в Тгуновском дворце, позже переехало в Рудольфинум.

## Состав
Революционное Народное собрание было создано из членов Национального комитета путём дополнительной кооптации на основе так называемого Швегловского ключа, опирающегося на выборы в имперский совет 1911 года. Первоначально насчитывало 256 членов, но затем в марте 1919 года конституционный акт увеличил их число до 270. Новые места предназначались в основном для представителей Словакии, где имел место правовой дуализм, так как в Словакии действовало старое венгерское законодательство, а в Чехии старое австрийское. В состав парламента вошли только представители чешской и словацкой национальностей, не было представителей немецкого и венгерского меньшинств, а статус Подкарпатской Руси ещё не был до конца определён.
| Партия                                              | Количество мандатов | Примечания |
| --------------------------------------------------- | ------------------- | --- |
| Аграрная партия                                     | 55                  | |
| Чехословацкая социал-демократическая рабочая партия | 53                  | |
| Национал-демократическая партия Чехословакии        | 46                  | |
| Словацкие депутаты                                  | 45                  | Из-за недостатка депутатов словацкой национальности, были дополнены депутатами чешской национальности из Словакии.                                              |
| Чешская социалистическая партия                     | 35                  | Чешская социалистическая партия самостоятельно имела 29 мандатов, но к ней позднее присоединилась Чехословацкая прогрессивная партия, которая имела 6 мандатов. |
| Чехословацкая народная партия                       | 24                  | |
| Другие кооптированные                               | 11                  | Дополнительные кооптации на основе Швегловского ключа. Кроме словацких депутатов это были занимающие некоторые государственные посты.                           |
| Всего                                               | 269                 | |